# 平岩吉範
平岩 吉範（ひらいわ よしのり）は、江戸時代前期の尾張藩士。犬山城の城代。
犬山城主平岩親吉の甥。通称は助太郎、掃部。名は吉軌とも書かれる。

## 生涯
平岩親吉の末弟康長の長男として生まれた。
天正18年（1590年）、小田原征伐の武蔵国岩槻城攻略戦で父が戦死した後、上野国厩橋（前橋）を領する大名となった伯父の親吉に仕えて2000石を与えられ、6組の備からなる平岩家臣団のうち1組を預かった。
慶長12年（1607年）、徳川家康の九男徳川義直が尾張藩主となり、その傅役である親吉は犬山城を与えられた。尾張に入部した親吉は駿府城の家康の下で養育されている義直に代わって清洲城（のち名古屋城）で国政を執り、吉範を城主不在の犬山城の城代とした。
慶長16年12月30日（1612年2月1日）に親吉が名古屋城で病死すると、吉範は徳川義直の直臣となった。犬山城は後任の城主が置かれずに空き城とされ、吉範が引き続き城代を務めた。このため犬山城主の歴代を挙げる際に、親吉死去から成瀬氏入城までの間の城主に平岩吉範を数えることもある。
慶長19年（1614年）・20年（1615年）の大坂の陣に当たって平岩親吉旧臣の6組は3隊に再編されて成瀬正成と渡辺守綱の指揮下に入れられたが、吉範は病気のために出陣できずに名代として弟の平岩伯耆に隊を率いさせ、犬山城を守衛した。
元和3年（1617年）、犬山城が義直の御附家老である成瀬正成に与えられ、犬山城代を成瀬家臣の千田胤保と交代した。吉範が率いて犬山城を守衛してきた平岩掃部組は他の親吉旧臣3組とともに成瀬正成に同心として附属され、吉範は引き続き組頭となった。
元和5年（1619年）死去し、犬山における平岩家の菩提所となる専念寺に葬られた。墓は同心組頭を世襲した子孫の墓とともに同寺に現存する。

## 系譜
- 父：平岩康長
- 母：本多重次の娘？[3]
  - 次弟：平岩縫殿 - 徳川義直直臣（300石）、多病のため幽居し無嗣断絶[5]
  - 三弟：平岩伯耆 - 平岩親吉家臣、のち成瀬正虎組同心組頭（1000石）、無嗣断絶[5]
  - 四弟：平岩杢之助 - 徳川義直直臣（500石）、従弟平岩左馬助を誤殺し出奔、改易[5]
- 妻：不明
  - 長男：平岩吉縁 - 家禄2000石を継ぐ。成瀬隼人正組同心組頭[5]
  - 次男：平岩吉忠 - 兄吉縁が無嗣のため家禄のうち1000石を継ぐ。同組頭[5]